# Смедс, Виктор
Виктор Рейнхольд Смедс (фин. Viktor Reinhold Smeds; 18 сентября 1885, Петолахти — 22 февраля 1957, Хельсинки) — финский гимнаст, бронзовый призёр летних Олимпийских игр 1908.
На Играх 1908 в Лондоне Смедс участвовал только в командном первенстве, в котором его сборная заняла третье место.
После завершения спортивной карьеры был видным деятелем олимпийского движения, в 1930—1952 годах возглавлял Международную любительскую федерацию борьбы.